# Manuel Ferreira
Manuel Ferreira, född 22 oktober 1905 i Trenque Lauquen, död 29 juli 1983 i Barcelona, var en argentinsk fotbollsspelare.
Ferreira blev olympisk silvermedaljör i fotboll vid sommarspelen 1928 i Amsterdam.